# Allan Wilson
Allan Charles Wilson, né le 18 octobre 1934 en Nouvelle-Zélande et mort le 21 juillet 1991 à Seattle, est un biochimiste néo-zélandais qui a accompli sa carrière aux États-Unis. Il a été professeur de biochimie à l'université de Californie à Berkeley. Il fut l'un des pionniers dans l'utilisation des approches moléculaires pour reconstruire les phylogénies, notamment dans le domaine de l'histoire évolutive de la lignée humaine. Le travail de Wilson a suscité beaucoup d'intérêt dans les années 1970 et 1980, tant auprès du monde académique que du grand public. Il est le seul Néo-Zélandais à avoir remporté la bourse MacArthur.

## Formation
Allan Wilson a obtenu son doctorat (PhD) en 1961 de l'université de Californie à Berkeley, avec une thèse sur la régulation de la biosynthèse des flavines chez les bactéries,.

## Travaux
Allan Wilson est notamment connu pour la démonstration expérimentale du concept de l'horloge moléculaire (avec son doctorant Vincent Sarich (en)), postulé auparavant par Linus Pauling et Émile Zuckerkandl. Il a révolutionné l'approche phylogénétique des hominidés actuels par ses recherches en biologie moléculaire.
Allan Wilson a publié en 1987 avec ses doctorants Rebecca L. Cann (en) et Mark Stoneking (en) un article célèbre d'anthropologie moléculaire présentant la théorie de l'Ève mitochondriale, laquelle a représenté la première validation génétique de la théorie de l'Origine africaine de l'Homme moderne,.
Son idée de l'« impulsion culturelle » a été reprise par Kevin Laland, professeur de biologie évolutive et du comportement à l'université de St Andrews, en Écosse.  

## Activité éditoriale
- Éditeur associé du Journal of Molecular Evolution

## Organismes et associations
- Membre de la Royal Society of London
- Membre de l'Académie américaine des arts et des sciences
- Membre de l'American Academy of Achievement
- Membre de la Human Genome Organization

## Récompenses
- Bourse Guggenheim en 1972
- Bourse MacArthur en 1986
- Prix 3M Life Sciences de la Federation of American Societies for Experimental Biology en 1991

## Publications
- (en) Rebecca L. Cann, Mark Stoneking et Allan Wilson, « Mitochondrial DNA and human evolution », Nature, vol. 325, no 6099,‎ 1987, p. 31–36 (PMID 3025745, DOI 10.1038/325031a0, Bibcode 1987Natur.325...31C, S2CID 4285418)